# Starboy (альбом)
Starboy — третій студійний альбом канадського співака The Weeknd. Його вихід відбувся 25 листопада 2016 року; випускають лейбли - XO  і Republic Records. Як гості з'являються: Daft Punk, Лана Дель Рей, Future і Кендрік Ламар. Лід-синглом є однойменна пісня, що вийшла 22 вересня 2016 року.

## Створення
Після комерційного успіху свого альбому Beauty Behind the Madness 2015 року Вікнд натякав на реліз третього студійного альбому 12 березня 2016 року, в своєму Instagram-акаунті ознаменувавши початок наступної «глави» (Chapter) в своїй творчості. 24 серпня 2016 року виконавчий віце-президент Republic Records Венді Голдстайн підтвердила спільну роботу Вікнда з французьким електронним дуетом Daft Punk в інтерв'ю журналу Billboard. 7 вересня 2016 року було підтверджено, що альбом знаходиться у виробництві. 21 вересня 2016 року альбом власне, як і його назва, були офіційно анонсовані,  дата релізу, призначена на 25 листопада 2016 року.

## Просування

### Сингли
22 вересня 2016 року перший сингл «Starboy» вийшов у цифровому форматі в музичних магазинах і стрімінг-сервісах. Пісня записана разом з французьким дуетом Daft Punk. 28 вересня 2016 року на пісню було представлено офіційний відеокліп.
29 вересня в цифровому форматі відбувся реліз пісні «False Alarm» (з англ. — «Хибна тривога») як промосингла. 13 жовтня для пісні вийшов відеокліп, який зняв режисер Ілля Найшуллер. До кінця 2016 року The Weeknd випустив ще два сингли: «Party Monster» і «I Feel It Coming» — останній за участю Daft Punk.

### Живі виступи
Вікнд був музичним гостем на прем'єрі 42-го сезону Saturday Night Live, 1 жовтня. Для просування альбому він виконав пісні «Starboy» і «False Alarm», а також знявся в скетчі «The Weeknd Update».

### Короткометражний фільм
23 листопада 2016 року Ейбель випустив 12-хвилинний короткометражний фільм для просування альбому, зрежисований Грантом Сінгером, який також зняв музичне відео для «Starboy». Названий Mania (стилізовано як MANIA), він включає пісні «All I Know» (за уч. Future ), «Sidewalks» (за уч. Кендріка Ламара ), «Secrets», «Die for You», «Party Monster» (з бек-вокалом Лани Дель Рей) і «I Feel It Coming» (за уч. Daft Punk).

## Обкладинка
Фотографував обкладинку і розробляв її дизайн Набіль Ельдеркін. На ній зображується Вікнд з вкороченим волоссям в схилиленій позі з ланцюжком з хрестиком, підсвічений променями синього неону на рожевому фоні. Зверху зображення виведено назву альбому жовтими буквами, а кордони усипані зернистим синім неоном.

## Список композицій
| #     | Назва                 | Тривалість |
| ----- | --------------------- | ---------- |
| 1.    | «Starboy»             | 3:50       |
| 2.    | «Party Monster»       | 4:09       |
| 3.    | «False Alarm»         | 3:40       |
| 4.    | «Reminder»            | 3:38       |
| 5.    | «Rockin'»             | 3:52       |
| 6.    | «Secrets»             | 4:25       |
| 7.    | «True Colors»         | 3:26       |
| 8.    | «Stargirl Interlude»  | 1:51       |
| 9.    | «Sidewalks»           | 3:51       |
| 10.   | «Six Feet Under»      | 3:57       |
| 11.   | «Love to Lay»         | 3:43       |
| 12.   | «A Lonely Night»      | 3:40       |
| 13.   | «Attention»           | 3:17       |
| 14.   | «Ordinary Life»       | 3:41       |
| 15.   | «Nothing Without You» | 3:18       |
| 16.   | «All I Know»          | 5:21       |
| 17.   | «Die for You»         | 4:20       |
| 18.   | «I Feel It Coming»    | 4:29       |
| 68:40 |                       |            |

## Чарти
| Чарт (2016)                                        | Высшая позиция |
| -------------------------------------------------- | -------------- |
| Австралія Australian Albums (ARIA)                 | 1              |
| Бельгія Belgian Albums (Ultratop Flanders)         | 8              |
| Бельгія Belgian Albums (Ultratop Wallonia)         | 24             |
| Канада Canadian Albums (Billboard)                 | 1              |
| Чехія Czech Albums (ČNS IFPI)                      | 4              |
| Данія Danish Albums (Hitlisten)                    | 1              |
| Нідерланди Dutch Albums (MegaCharts)               | 3              |
| Фінляндія Finnish Albums (Suomen virallinen lista) | 4              |
| French Albums (SNEP)                               | 20             |
| Німеччина German Albums (Offizielle Top 100)       | 10             |
| Ірландія Irish Albums (IRMA)                       | 3              |
| Italian Albums (FIMI)                              | 44             |
| New Zealand Albums (RMNZ)                          | 5              |
| Норвегія Norwegian Albums (VG-lista)               | 1              |
| Шотландія Scottish Albums (OCC)                    | 18             |
| Швеція Swedish Albums (Sverigetopplistan)          | 1              |
| Велика Британія UK Albums (OCC)                    | 5              |
| Велика Британія UK R&B Albums (OCC)                | 1              |
| США Billboard 200                                  | 1              |
| США Top R&B/Hip-Hop Albums (Billboard)             | 1              |

## Сертифікації
| Регіон                                                                                          | Сертифікація  | Продажі   |
| ----------------------------------------------------------------------------------------------- | ------------- | --------- |
| Австралія (ARIA)                                                                                | Золотий       | 35 000^   |
| Бразилія (ABPD)                                                                                 | Золотий       | 20 000*   |
| Канада (Music Canada)                                                                           | Платиновий    | 79,000    |
| Данія (IFPI Denmark)                                                                            | 2× Платиновий | 40 000    |
| Франція (SNEP)                                                                                  | Платиновий    | 35,000    |
| Норвегія (IFPI Norway)                                                                          | Платиновий    | 30 000*   |
| Швеція (IFPI Sweden)                                                                            | 2× Платиновий | 80 000    |
| Велика Британія (BPI)                                                                           | Золотий       | 100 000   |
| США (RIAA)                                                                                      | 2× Платиновий | 2 000 000 |
| *продажі, що базуються лише на сертифікаціях ^відвантаження, що базуються лише на сертифікаціях |               |           |